# 菊池優
菊池 優（きくち ゆう、1985年5月1日 - ）は、日本のフリーアナウンサー。とちぎ未来大使。

## 略歴
栃木県下都賀郡大平町（現・栃木市）出身。栃木県立栃木女子高等学校、法政大学文学部史学科卒業。法政大学在学時には日本考古学を専攻していた。また、法政大学自主マスコミ講座も受講していた。
大学卒業後、2008年4月に西日本放送に入社。同期に元同局アナウンサーの磯部恵美と野口恵がいる。
2011年6月30日をもって西日本放送を退社し、同年7月にテレビ愛知へ移籍した。元同局アナウンサーの名越涼子とは同じ大学の先輩・後輩関係で、自主マスコミ講座の受講者同士でもあった。
2014年6月30日をもってテレビ愛知を退社し、フリーアナウンサーへ転向。同年12月11日からは、名古屋市内にある芸能事務所・みらいくーると業務提携している。
2015年7月、環境省の委託事業である中部カーボン・オフセット推進ネットワークから「中部エコ大使」に任命された。また、故郷の栃木県から「とちぎ未来大使」に、栃木市から「栃木市ふるさと大使」に任命されている。

## 人物
図書館司書免許、自動車運転免許、DJライセンス2級、マイナンバー実務検定3級を取得している。趣味は料理、スポーツ観戦、読書、遺跡・神社仏閣巡り。

## 担当番組

### 西日本放送

#### テレビ
- みどころラン - 月曜・火曜・水曜・木曜担当
- RNC Newsリアルタイム - 気象情報コーナー担当
- とことん!土曜〜び!! （2009年 - 2010年9月） - リポーター
- 女子アナの深夜はおまかせ! （2010年1月 - 2010年9月） - メインMC
- Doki （2010年10月 - 2011年3月） - メインMC
- RNC news every. （2011年4月 - 2011年6月） - 気象情報コーナー担当
- NNNストレイトニュース 西日本放送ローカルパート - キャスター
- 24時間テレビ 「愛は地球を救う」 西日本放送ローカルパート - 司会・リポーター
- 全国高等学校サッカー選手権大会 岡山・香川大会決勝 - ベンチリポーター

#### ラジオ
- 甲子園めざして（2008年 - 2011年） - リポーター
- こんにちは香川県です - パーソナリティ
- 情報てんこもりラジオでDON - 金曜ラジオカーレポーター
- RNC TODAY - 水曜パーソナリティ
- 気ままにラジオ 雨の日晴れの日曇りの日 - 水曜パーソナリティ
- さわやかラジオ 気分上々（2011年4月 - 2011年6月） - 木曜・金曜パーソナリティ

### テレビ愛知
- 3時のつボッ! 〜ナゴヤ応援TV〜（2011年7月 - 2012年3月） - リポーター
- NEWS FINE テレビ愛知ローカルパート（2011年7月 - 2011年9月） - キャスター
- 世界コスプレサミット関連特番（2011年 - 2013年） - リポーター・副音声ナビゲーター
- といろch （2011年10月 - 不明）
- NEWSアンサー テレビ愛知ローカルパート（2011年10月 - 2014年6月） - キャスター
- 健康ワンダフル（2011年10月 - 2014年3月） - リポーター
- 山浦ひさしのトコトン!1スタ（2012年4月 - 2012年5月） - リポーター
- テレビ愛知 10チャンナイター（2012年4月 - 2014年5月） - 副音声「ミュージック・スタジアム」ナビゲーター
- 10〜っと元気! （2013年5月 - 2014年6月） - リポーター
- トコトン!サタデー（2012年12月 - 2013年9月） - MC
- 教えて!からだの赤信号（2013年8月） - ナレーター
- 日曜なもんで! （2013年10月 - 2014年6月） - MC
- 乃木坂って、どこ? （2013年10月7日・2014年1月27日・5月12日・6月30日・7月14日[9]）

### フリー転向後
- トコトン! （グリーンシティケーブルテレビ、2015年4月 - 2017年6月[10]）
- ハピ3! （三重テレビ、2015年4月 - ）
- シネマBAR （中京テレビ、2015年4月 - ） - 不定期インタビュアー
- ぶらっともりやま（グリーンシティケーブルテレビ、2016年10月 - ） - ナレーター・2018年8月ゲストリポーター[11]
- もっとワクドキ! （三重テレビ、2017年4月 - ）
- まちバル（スターキャット・ケーブルネットワーク、2017年4月 - ）
- みら☆くるラジオ（エフエム豊橋、2017年6月 - ） - 不定期パーソナリティ
- スマイル!スマイル!スマイル! （まえばしCITYエフエム、2017年10月 - ） - 不定期出演
- とよたNOW （ひまわりネットワーク、2017年11月 - ） - 不定期出演・ナレーター

### 特別出演
- ごくせん THE MOVIE （記者役）

### その他
- スポGOMI ワールドカップ 2023 愛知 STAGE（司会）[12]

## 執筆
- B.L.T.中部版（東京ニュース通信社、2012年4月号 - 2012年9月号）